# Consejería de Servicios Sociales, Igualdad y Vivienda de la Generalidad Valenciana
La Consejería de Servicios Sociales, Igualdad y Vivienda (en valenciano, Conselleria de Serveis Socials, Igualtat i Habitatge) es una consejería o departamento del Consejo de la Generalidad Valenciana con las competencias en materia de servicios sociales, sistema sociosanitario, derechos humanos, atención a las personas en situación de dependencia, derechos de las personas con diversidad funcional, igualdad entre hombres y mujeres, políticas de derechos y reconocimiento de la diversidad étnica y cultural y diversidad sexual, reto demográfico, vivienda, regeneración urbana, edificación, parque público de vivienda, arquitectura y diseño y calidad en la edificación.
Desde 2023, la Consejera de Servicios Sociales, Igualdad y Vivienda es Susana Camarero Benítez.

## Estructura
La Consejería de Servicios Sociales, Igualdad y Vivienda de la Generalidad Valenciana se estructura en los siguientes órganos:
- La Subsecretaría
- La Secretaría Autonómica de Igualdad y Diversidad
  - La Dirección General de Igualdad
  - La Dirección General de Diversidad
  - El Comisionado para la lucha contra la violencia sobre la mujer
- La Secretaría Autonómica de Familia y Servicios Sociales
  - La Dirección General de Dependencia y de las Personas Mayores
  - La Dirección General de Inclusión y Cooperación al Desarrollo
  - La Dirección General de Familia, Juventud y Reto Demográfico
  - La Dirección General de las Personas con Discapacidad
- La Secretaría Autonómica del Sistema Sociosanitario
  - La Dirección General de Infraestructuras Sociosanitarias
  - La Dirección General del Sistema Sociosanitario y del Instituto Valenciano de Formación, Investigación y Calidad de los Servicios Sociales
- La Secretaría Autonómica de Vivienda
  - La Dirección General de Vivienda

## Organismos adscritos
Diferentes organismos públicos situados dentro del territorio valenciano se encuentran adscritos a la Consejería de Servicios Sociales, Igualdad y Vivienda de la Generalidad Valenciana:
- Entidad Valenciana de Vivienda y Suelo (EVHA)
- Instituto Valenciano de Atención Social y Sanitaria (IVASS)
- Instituto Valenciano de la Edificación (IE)
- Instituto Valenciano de la Juventud (IVAJ)
- Instituto Valenciano de las Mujeres (IVD)
- Instituto Valenciano de Formación, Investigación y Calidad de los Servicios Sociales (IVAFIQ)

## Consejeros
| Legislatura                    | Inicio                                                                             | Fin                                                                                | Titular                                                                            | Partido                                                                            |
| ------------------------------ | ---------------------------------------------------------------------------------- | ---------------------------------------------------------------------------------- | ---------------------------------------------------------------------------------- | ---------------------------------------------------------------------------------- |
| VIII (2011-2015)               |                                                                                    |                                                                                    |                                                                                    |                                                                                    |
| Consejería de Bienestar Social |                                                                                    |                                                                                    |                                                                                    |                                                                                    |
| 22 de junio de 2011            | 20 de enero de 2012                                                                | Jorge Cabré Rico                                                                   | Ind.                                                                               |                                                                                    |
| 20 de enero de 2012            | 13 de junio de 2014                                                                | Asunción Sánchez Zaplana                                                           | PPCV                                                                               |                                                                                    |
| IX (2015-2019)                 | Consejería de Vivienda, Obras Públicas y Vertebración del Territorio               | Consejería de Vivienda, Obras Públicas y Vertebración del Territorio               | Consejería de Vivienda, Obras Públicas y Vertebración del Territorio               | Consejería de Vivienda, Obras Públicas y Vertebración del Territorio               |
| IX (2015-2019)                 | 30 de junio de 2015                                                                | 17 de mayo de 2019                                                                 | María José Salvador                                                                | PSPV-PSOE                                                                          |
| IX (2015-2019)                 | Consejería de Igualdad y Política Inclusiva                                        |                                                                                    |                                                                                    |                                                                                    |
| IX (2015-2019)                 | 30 de junio de 2015                                                                | 17 de mayo de 2019                                                                 | Mónica Oltra                                                                       | Compromís                                                                          |
| IX (2015-2019)                 | Consejería de Transparencia, Responsabilidad Social, Participación y Cooperación   |                                                                                    |                                                                                    |                                                                                    |
| IX (2015-2019)                 | 30 de junio de 2015                                                                | 17 de mayo de 2019                                                                 | Manuel Alcaraz                                                                     | Compromís                                                                          |
| X (2019-2023)                  | Consejería de Igualdad y Políticas Inclusivas                                      | Consejería de Igualdad y Políticas Inclusivas                                      | Consejería de Igualdad y Políticas Inclusivas                                      | Consejería de Igualdad y Políticas Inclusivas                                      |
| X (2019-2023)                  | 17 de junio de 2019                                                                | 21 de junio de 2022                                                                | Mónica Oltra                                                                       | Compromís                                                                          |
| X (2019-2023)                  | 30 de junio de 2022                                                                | 12 de julio de 2023                                                                | Aitana Mas                                                                         | Compromís                                                                          |
| X (2019-2023)                  | 12 de julio de 2023                                                                | 19 de julio de 2023                                                                | Vacante                                                                            | Vacante                                                                            |
| X (2019-2023)                  | Consejería de Vivienda y Arquitectura Bioclimática                                 |                                                                                    |                                                                                    |                                                                                    |
| X (2019-2023)                  | 17 de junio de 2019                                                                | 10 de septiembre de 2021                                                           | Rubén Martínez Dalmau                                                              | Podem                                                                              |
| X (2019-2023)                  | 10 de septiembre de 2021                                                           | 19 de julio de 2023                                                                | Héctor Illueca Ballester                                                           | Podem                                                                              |
| X (2019-2023)                  | Consejería de Participación, Transparencia, Cooperación y Calidad Democrática      |                                                                                    |                                                                                    |                                                                                    |
| X (2019-2023)                  | 17 de junio de 2019                                                                | 19 de julio de 2023                                                                | Rosa María Pérez Garijo                                                            | EUPV                                                                               |
| XI (2023-)                     | Consejería de Servicios Sociales, Igualdad y Vivienda de la Generalidad Valenciana | Consejería de Servicios Sociales, Igualdad y Vivienda de la Generalidad Valenciana | Consejería de Servicios Sociales, Igualdad y Vivienda de la Generalidad Valenciana | Consejería de Servicios Sociales, Igualdad y Vivienda de la Generalidad Valenciana |
| XI (2023-)                     | 19 de julio de 2023                                                                | En el Cargo                                                                        | Susana Camarero Benítez                                                            | PPCV                                                                               |